# Bernard Dzoma
Bernard Dzoma, né le 9 octobre 1941 à Umtali, mort le 11 avril 2019, est un sportif zimbabwéen qui fut le premier de son pays à descendre sous les 30 minutes dans la course du 10 000 mètres dans les années 1960.

## Biographie
Bernard Dzoma est né à la clinique Tsonzo à Umtali le 9 octobre 1941.
Grand coureur dans les années 1960 et 1970, Bernard a été sélectionné pour représenter le Zimbabwe, qui s'appelait alors la Rhodésie, lors des Jeux Olympiques de 1968. L'équipe s'est vu refuser les permis d'entrée au Mexique où les JO étaient tenus, et la Rhodésie en a été bannie jusqu'en 1980 car le pays ne permettait pas aux Africains de voter aux élections nationales et leur refusait l'égalité des droits. 
Après la déception personnelle de ne pas être en mesure de participer aux Jeux olympiques d'été de 1968, Bernard a continué de s'entrainer seul et a été sélectionné pour participer aux Jeux de Munich de 1972. Il était à Munich pour les Jeux, mais encore une fois, l'équipe rhodésienne n'a pas été autorisée à concourir. 
Bernard est ensuite devenu entraîneur, et a entraîné 3 marathoniens zimbabwéens pour la première coupe du monde du marathon à Hiroshima en 1985.
Affecté par les boycotts sportifs, Dzoma est un athlète qui a grandement contribué à mettre fin à l'apartheid de 1960 à 1990.
Il s'est marié et a eu six enfants. Il a travaillé comme menuisier et plus tard comme employé de Rio Tinto. Il est mort le 11 avril 2019  au Mutare Zimbabwe.